# Шарл де Броквил
Шарл Мари Пјер Албер, гроф од Броквила (фр. Charles Marie Pierre Albert, comte de Broqueville; Постел, 4. децембар 1860 — Брисел, 5. септембар 1940) био је белгијски председник владе од 17. јуна 1911. до 1. јуна 1918. и од 22. октобра 1932. до 20. новембра 1934.
Био је вођа Католичке партије.